# Rey Reloj (DC Comics)
Clock King (el Rey Reloj o El Relojero) es el nombre de tres supervillanos que aparecen en los cómics estadounidenses publicados por DC Comics. El primer Clock King debutó en World's Finest Comics #111 (agosto de 1960) y fue creado por France Herron y Lee Elias.
El Rey Reloj hizo su primera aparición de acción en vivo en la serie Batman de la década de 1960, interpretado por Walter Slezak. El personaje fue interpretado más tarde por Robert Knepper, apareciendo en episodios de la segunda temporada de Arrow y The Flash ambientado en Arrowverso. El personaje, llamado Temple Fugate, también aparece en espectáculos ambientados en el Universo animado de DC, con la voz de Alan Rachins.

## Historial de publicaciones
El primer Rey Reloj fue originalmente un enemigo de Flecha Verde. No tiene superpoderes ni habilidades. Lleva una máscara de reloj, una capa y un traje azul con dibujos de relojes.
Rey Reloj es un planificador maestro y, a veces, usa artilugios con temas de relojes. El Rey Reloj se hizo más conocido recientemente por sus apariciones en Liga de la Justicia Internacional y Escuadrón Suicida.
KILLING TIME
En la miniserie BATMAN: KILLING TIME creada por [[Tom King]].[[ El Rey Reloj]] hace una sorpresiva aparición  donde formará equipo con [[Riddler]] y [[Catwoman]] buscando conseguir un artilugio antiguo conocido como El ojo de Dios del que se dice su poseedor controlará el mundo el cual se encuentra en posesión de [[Bruce Wayne]] así formando un plan complicado que llevara a momentos inesperados narrador por un desconocido locutor que parece saber todo lo que esta por suceder.

## Historia del personaje

### William Tockman
Nacido como William Tockman, el Rey Reloj pasa sus primeros años cuidando a su hermana inválida. Durante un día, se entera de la visita de un médico que él mismo solo tiene seis meses de vida. Desesperado por el futuro de su hermana, observa el momento en que la bóveda de un banco local lo roba, con la esperanza de que el dinero ayude a su hermana después de que él se haya ido. Su travesura habría tenido éxito, si no hubiera disparado una alarma silenciosa y Green Arrow lo hubiera atrapado.
Mientras está encarcelado, su hermana muere sola. En una ironía adicional y espantosa, Tockman descubre que en realidad no tiene una enfermedad terminal; su médico había cambiado accidentalmente sus papeles con los de otro paciente. Enfurecido, escapa y luego intenta en vano vengarse tanto de Green Arrow como del médico incompetente.
Con varios otros villanos, Clock King se convierte en miembro de la Liga de la Injusticia, un equipo de supervillanos sin suerte que, cuando se unen, se vuelven aún menos exitosos que en sus carreras individuales. La Liga de la Injusticia es derrotada una y otra vez por la Liga de la Justicia Internacional , al menos cuando no están haciendo el hazmerreír de sí mismos. Tratando de reformarse, los miembros se convierten más tarde en el núcleo del igualmente ridículo equipo de héroes de la Liga de la Justicia Antártida. Esta JLA incluye a G'Nort, quien termina salvando la vida de todo el equipo. Al igual que sus compatriotas, Rey Reloj se convierte en un ferviente partidario de Maxwell Lord, en parte debido al hecho de que él es el único dispuesto a contratarlos. Su grupo incluso protege a Lord cuando está incapacitado por una herida de bala. Los villanos nuevamente se reúnen más tarde como la Liga de la Injusticia como secuaces de Sonar.
Más tarde, Rey Reloj lidera su propio equipo separado de villanos en una misión. Se componen de Radiant, Sharpe, Acidia y Crackle. No están tan bien organizados ni siquiera como la Liga de la Injusticia. Por ejemplo, Crackle todavía vive con su madre y tienen que tomar el autobús para ir a su pelea. Tiene lugar en una tienda de juguetes de Metrópolis. Terminan luchando contra una de las muchas encarnaciones de los Jóvenes Titanes, los héroes Booster Gold y Firehawk y el agente de DEO Cameron Chase. Un súper efecto poco claro de Chase finalmente neutraliza al equipo de Rey Reloj y todos son encarcelados. El mismo Rey Reloj escapa en otro autobús.
Aún más tarde, Rey Reloj y sus amigos de Liga de la Injusticia se transforman en el nuevo Escuadrón Suicida. Son enviados a un centro de investigación remoto donde una monstruosidad genética tiene como rehén a su creador. Sus principales defensas son los "niños" engendrados que podrían explotar. Durante la misión, la mayoría del equipo aparentemente muere, incluido Rey Reloj, a quien le disparan repetidamente en un intento de retirada. Se le ve todavía con vida después de sus brutales heridas pero, al final, Mayor Desastre cree que es el único que sobrevive. Resulta que Cluemaster, al que le dispararon de manera similar a Rey Reloj, sobrevive, aunque con cicatrices drásticas. Multi-Man también sobrevive debido a su capacidad de renacer con nuevos poderes después de morir.
Rey Reloj no se ve por un período de tiempo después de Crisis Infinita. En un número de 52, un personaje decide matar a todos los viajeros en el tiempo y menciona a alguien que "termina como Time Commander y Reina Reloj".

### Tem
Un nuevo Rey Reloj aparece en Teen Titans # 56 como el jefe de un equipo de villanos llamado Terror Titans. En una entrevista con el escritor de Teen Titans, Sean McKeever, describió a este Rey Reloj como "... Muy inteligente. Ve las cosas de manera diferente a los demás". Su traje es similar al traje usado por el Rey Reloj visto en Batman: la serie animada, aunque sin sombrero y con caras de reloj en su corbata. También evocador de la Serie Animada, Disruptor se refiere a él como "Tem" antes de ser asesinado; Después de que su grupo derrota y captura a Kid Devil, Rey Reloj condiciona al héroe para ser vendido como luchador a un grupo llamado "The Dark Side Club". Rey Reloj luego lleva a los Titanes a su base de operaciones, una dimensión fuera del tiempo. Después de vencer a Robin, Rey Reloj es bloqueado por Ravager, quien posee habilidades precognitivas similares. Le ofrece a Ravager la oportunidad de unirse a él, pero ella se niega. Rey Reloj luego saca a los Titanes de su base y decide pasar a nuevos planes. Ravager finalmente reconsidera su oferta anterior. En la miniserie Terror Titans, Rey Reloj se hace cargo del Club Lado Oscuro, y lo usa para lavar el cerebro de los metahumanos jóvenes, convirtiéndolos en su propia "Milicia Mártir". Envía a la Milicia a atacar Los Ángeles, sin más motivo que el de divertirlo. Los planes de Rey Reloj finalmente son deshechos por Miss Martian, quien se hacía pasar por uno de los Metahumanos capturados, y Ravager, quien lo ataca y lo derrota, obligándolo a huir de su base de operaciones.

### The New 52
En The New 52, aparecieron tres iteraciones del Rey Reloj:
- Billy Tockman es un jefe criminal afroamericano con sede en Seattle. Tockman es propietario de un club nocturno llamado Midnight Lounge y de un taller de reparación de relojes antiguos llamado Clock King, que utiliza como fachada para sus operaciones.[19] Mientras Green Arrow está lidiando con The Outsiders, Diggle, junto con Naomi Singh y Henry Fyff, convencen a Tockman para que acabe con Richard Dragon, a lo que él accede. Cuando se encuentran para derrotar a Dragon, Tockman los traiciona, alegando que Dragon hizo una mejor oferta. Cuando Green Arrow regresa y se enfrenta a Dragon, sostiene a Naomi y Fyff a punta de pistola por orden de Dragon y termina disparándole a Fyff, luego es golpeado y dejado inconsciente por Emiko Queen.
- Otro Rey Reloj, con el traje original de Rey Reloj, lucha contra la nueva encarnación de Birds of Prey amplificada en Venom.[20]
- Otro, con una apariencia similar a la de la serie animada (pero con un traje negro y azul y anteojos negros y amarillos), intenta robar una tienda junto a su compañero de cuarto Sportsmaster, quien lo llama Bill. Es detenido por Harley Quinn y Power Girl, pero no antes de teletransportarlos a otra dimensión. Se muestra que tiene la capacidad de rebobinar el tiempo.[21]

### DC Renacimiento
En el relanzamiento de DC: Renacimiento, dos Reyes Reloj están activos:
- Un hombre que usa el traje clásico de Rey Reloj, pero con su rostro a la vista, esta nueva versión afirma ser una anomalía temporal y se alimenta de la fuerza vital de otros para mantener su juventud, lo que lo llevó a aprovecharse de los ciudadanos africanos. Está protegido en la nación africana de Buredunia bajo el dictador Matthew Bland. Sus acciones llamaron la atención de Deathstroke, quien fue asignado por Bland para matar a Rey Reloj como venganza por sus asesinatos. Sin embargo, Rey Reloj logró salvar su vida al revelar que el señor de la guerra mataría a Deathstroke después de que hubiera terminado el trabajo. Más tarde secuestra a Bland. Durante la pelea, Slade le dispara, revelando que sus poderes son efectos especiales. Además, Rey Reloj reveló que, como anomalía temporal, vio que, como resultado de la manipulación del flujo temporal por parte del Doctor Manhattan, condujo al renacimiento del aliado de Deathstroke, Wintergreen. Con esa información, Deathstroke salvó la vida de Rey Reloj.[22]
- Un ex ingeniero y traficante de drogas con traje, gafas deportivas heredadas de su abuelo[23] y con un tatuaje de un reloj y una flecha en un lado de la cabeza, conectó objetivos a relojes que pueden matar al usuario.[24] Esta versión se enfrentaría más tarde a Batman. Se jactó de que sería capaz de predecir cada uno de los movimientos de Batman, pero fue derrotado por una escondida Catwoman.[25] El fue invitado a un trato de armas por Tiburón Tigre y Blockbuster a bordo de un barco, que fue detenido por Nightwing. Se le ve jugando con sus relojes mientras el barco se hunde.[26]

TOM KING
Conocido como [[El Rey reloj]] lidera un plan para robar un artículo de gran poder con la ayuda de otros supervillanos, en una misión que parece tener somo sentido para el, se desconoce si tiene familia o afiliaciones más allá de las mostradas.

## Poderes y habilidades
- El Rey Reloj original no tiene poderes ni habilidades metahumanas, aunque es atlético y extraordinariamente inteligente. Utiliza ampliamente trucos relacionados con el reloj y el tiempo con un efecto devastador.
- El segundo Rey Reloj puede ver varios segundos en el futuro, lo que le permite anticipar cada movimiento de un oponente.[15] También es un genio tecnológico, creando dispositivos como teletransportadores, equipos de interferencia de comunicaciones e incluso una plataforma antigravedad, todos modelados a partir de relojes.

## Otras versiones

### Flashpoint
En una línea de tiempo alternativa representada en Flashpoint, Rey Reloj es encarcelado en la prisión militar de Doom antes de escapar junto a Heat Wave y Plastic Man.

## Apariciones en otros medios

### Televisión

#### Acción en vivo
- El Rey Reloj aparece en la serie de televisión Batman de la década de 1960, interpretado por Walter Slezak. Esta versión lleva una capa negra y un sombrero de copa con un reloj en su interior. Además, maneja armas como "Super Slick Watch Oil", "Knock Out Gas" y "Super Sonic Sound". En los episodios consecutivos, "The Clock King's Crazy Crimes" y "The Clock King Gets Crowned", se disfraza de artista pop e intenta robar una pintura surrealista relacionada con el tiempo. Batman y Robin intervienen, pero son capturados y metidos en un reloj de arena de gran tamaño y dejados para que se ahoguen en la arena mientras el Rey Reloj planea robar la colección de relojes de bolsillo antiguos de Bruce Wayne, solo para que el Dúo Dinámico escape de la trampa. Creyendo que sus enemigos están muertos, Rey Reloj intenta robar un reloj de cesio de energía atómica, solo para ser frustrado por el Dúo Dinámico.
- La encarnación de William Tockman del Rey Reloj aparece en una serie de televisión ambientada en Arrowverso, interpretado por Robert Knepper.[28]
  - El personaje hizo su debut en el episodio de Arrow, "Time of Death".[29] Tockman es el autor intelectual del robo de un dispositivo de piratería que se puede usar para ingresar a las bóvedas de los bancos y los sistemas informáticos para recaudar dinero para el tratamiento médico de su hermana moribunda, Beverly. Él piratea el sistema informático de Felicity Smoak y lo desactiva, lo que la lleva a involucrarse en los esfuerzos de Arrow para capturarlo y derrotar a Tockman ella misma.[30]
  - Tockman regresa en el episodio de The Flash, "Power Outage".[31] Es transferido temporalmente a la custodia del Departamento de Policía de Central City antes de aprovechar un apagón en toda la ciudad para tomar como rehenes a todos los que están adentro. Sin embargo, Iris West agarra el arma del oficial Eddie Thawne de antemano y hiere a Tockman con ella antes de que Flash llegue para ayudar.

#### Animación
- Una encarnación original del Rey Reloj llamada Temple Fugate (un juego de palabras en latín "tempus fugit") aparece en una serie ambientada en el Universo animado de DC, con la voz de Alan Rachins. Esta versión está obsesionada con el tiempo y la puntualidad, llegando incluso a planificar con anticipación cada momento de su vigilia en una lista de tareas desglosadas en bloques precisos.
  - Presentado en el episodio "The Clock King" de Batman: La serie animada, Fugate se desempeña como director de una empresa consultora de estudios de tiempo y movimiento que fue multado con $ 20 millones en la corte y estaba en medio de una apelación en su contra. El futuro alcalde de Gotham, Hamilton Hill, convence a Fugate de que rompa su horario y tome su descanso para tomar café un poco más tarde, advirtiéndole a Fugate que el juez puede considerar su estrés como un signo de comportamiento sospechoso. Sin embargo, debido a una racha de mala suerte, Fugate llega tarde a su cita en la corte, pierde su apelación y, como resultado, se declara en bancarrota. Más tarde se entera de que la firma de Hill representó al demandante en el caso y jura vengarse de Hill por retrasarlo. Siete años después, Fugate se convierte en el Rey Reloj y dedica su vida a destruir a Hill. Después de avergonzarlo públicamente, Fugate tiene un enfrentamiento con Batman y cae en su aparente muerte, solo para regresar en el episodio "Time Out of Joint", y continúa buscando venganza contra Hill usando un dispositivo robado que le permite manipular el tiempo. Sin embargo, Batman y Robin frustran sus planes y envían a Fugate a Arkham Asylum.
  - Fugate regresa en el episodio de Liga de la Justicia Ilimitada "Task Force X". Proyecto Cadmus lo recluta en el grupo del mismo nombre para ayudar en una misión para robar el autómata Annihilator de la Liga de la Justicia actuando como apoyo de radio y coordinando el tiempo de la misión.
- La encarnación de William Tockman del Rey Reloj aparece en Batman: The Brave and the Bold, con la voz de Dee Bradley Baker.[32] Esta versión posee armas y artilugios con temas de reloj, se asemeja a la encarnación de Rey Reloj de la década de 1960 y emplea a dos secuaces llamados Tick y Tock. Además, una versión del universo alternativo, heroica y sin nombre del Rey Reloj hace un cameo en el episodio "¡Deep Cover for Batman!".
- Un Rey Reloj no identificado aparece en Harley Quinn, con la voz de James Adomian. Introducido en el episodio "La 83ª edición de los premios anuales Villy", esta versión es abiertamente gay y tiene una relación con Riddler. En "Harley Quinn: un especial de San Valentín muy problemático", Rey Reloj y Riddler se comprometen.

### Cine
- La encarnación de la serie de televisión Batman de la década de 1960 del Rey Reloj aparece en Batman: Return of the Caped Crusaders.
- La encarnación de William Tockman del Rey Reloj aparece en The Lego Batman Movie.

### Videojuegos
- La encarnación de William Tockman del Rey Reloj aparece como un jefe en Batman: The Brave and the Bold – The Videogame,[33] con la voz nuevamente de Dee Bradley Baker. En la versión de Wii, es contratado por el Caballero Fantasma para atraer a Batman a Londres capturando a Hawkman y amenazando con volar el Big Ben. En la versión de Nintendo DS, Rey Reloj y Morgaine le Fey unen fuerzas, pero son derrotados por Batman y Tornado Rojo.
- La encarnación de William Tockman del Rey Reloj aparece como un personaje jugable en Lego DC Super-Villains,[34] con la voz nuevamente de Dee Bradley Baker.

### Varios
- La encarnación del Rey Reloj de la serie de televisión Batman de la década de 1960 aparece en el número 4 de Batman '66, en el que se revela que es Morris Tetch, el hermano de Jervis Tetch / Mad Hatter, quien creó las armas de este último. Además, Morris se describe a sí mismo y a Jervis como "meticulosos obsesivos", y este último se centra en los sombreros y los relojes anteriores.[35]
- La encarnación de DCAU del Rey Reloj aparece en un número de The Batman Adventures, en el que logra vengarse de Hamilton Hill amañando una elección de alcalde para que el oponente de este último, el Pingüino, pueda ganar.
- La encarnación de William Tockman del Rey Reloj aparece en un número del cómic vinculado a Batman: The Brave and the Bold.
- Un Rey Reloj no identificado hace un cameo en el número 8 del cómic de precuela de Injustice: Gods Among Us.
- Un Rey Reloj no identificado aparece en el cómic de la precuela de Injustice 2 como miembro del Escuadrón Suicida hasta que es asesinado por Jason Todd disfrazado de un imitador asesino de Batman.[36][37]

### Mercancía
En febrero de 2009, Mattel lanzó una figura de acción de la encarnación DCAU del Rey Reloj en la línea de juguetes Justice League Unlimited en un paquete de cuatro exclusivo de Matty Collector junto con Bane, Harley Quinn y El Espantapájaros.